# Mörttjärnen (Vika socken, Dalarna, 671200-149943)
Mörttjärnen är en sjö i Falu kommun i Dalarna och ingår i Dalälvens huvudavrinningsområde.